# Erotendomychus peckorum
Erotendomychus peckorum is een keversoort uit de familie zwamkevers (Endomychidae). De wetenschappelijke naam van de soort werd in 2004 gepubliceerd door Tomaszewska.